# Eva Birnerová
Eva Birnerová (ur. 14 sierpnia 1984 w Duchcoviu) – czeska tenisistka, najwyżej sklasyfikowana na 52. miejscu w rankingu singlowym i 59. w rankingu deblowym. Jej trenerem, od października 2005, jest Tim Sommer.
Profesjonalistką jest od 17 marca 2002. Pierwszy raz w pierwszej setce rankingu pojawiła się w styczniu 2004. Finalistka turnieju WTA Tour w Taszkencie (Tashkent Open). W grze podwójnej odniosła trzy zwycięstwa − w 2006 w stolicy Szwecji (w parze z Jarmilą Gajdošovą), w 2011 w Bad Gastein (w parze z Lucie Hradecką) oraz w 2012 w Bogocie (wraz z Aleksandrą Panową). Doszła do finałów w Portorožu (z Émilie Loit), w Sztokholmie (z Marą Santangelo), w Budapeszcie (z Michaëllą Krajicek), w Baku (z Albertą Brianti), w Bogocie (z Aleksandrą Panową) i w Monterrey (z Tamarine Tanasugarn).
Reprezentantka kraju w Pucharze Federacji.

## Kariera

### Kariera juniorska
Birnerová zaczynała swoją karierę juniorską, podczas turniejów w Czechach i Słowacji. Już w pierwszym roku występów, 1998, doszła do trzech finałów: w Popradzie, Luksemburgu i Sozopolu, z czego dwa ostatnie wygrała. W juniorskim Wielkim Szlemie zadebiutowała, podczas Wimbledonu 1999, gdzie przegrała w drugiej rundzie z Tetianą Perebyjnis.
W styczniu 2000 zdobyła brązowy medal Międzynarodowych Mistrzostw Czech. W 1/2 finału została pokonana przez Emę Janaskovą. W październiku, przegrała w ćwierćfinale Nieoficjalnych Mistrzostw Świata 18-latek z Jeleną Janković. W drugiej rundzie wygrała z Dinarą Safiną. W 2001 doszła do trzeciej rundy Wimbledonu i US Open, a także do półfinału mistrzostw Europy juniorek. W rankingu ITF z 29 października została sklasyfikowana na 1. miejscu w klasyfikacji gry singlowej.
Rok później, podczas Australian Open 2002 doszła do 1/2 finału. Po drodze pokonała Jarmilę Gajdošovą, Tory Zawacki, Zsuzsannę Babos i Sunithę Rao. W meczu o finał została pokonana przez Barborę Strýcovą. W parze ze Strýcovą, doszła również do półfinału gry podwójnej. Podczas mistrzostw Europy juniorek zdobyła złoty medal, w finale wygrywając z Petrą Cetkovską.

### 1998–2001
Jako piętnastolatka zadebiutowała w profesjonalnym turnieju w 1998 w Nikozji, gdzie w grze pojedynczej doszła do ćwierćfinału, zaś w deblu (w parze z Annette Zweck) wygrała całą imprezę. W 1999 zagrała dwukrotnie: w Valašské Meziříčí przegrała w pierwszej rundzie, a w Pradze w trzeciej fazie eliminacji. Rok później, również w Valašské Meziříčí, doszła do 1/4 finału, zaś w innych startach przegrywała w pierwszej rundzie. Pierwsze zwycięstwo w imprezach ITF odniosła w 2001, w Glasgow, po pokonaniu w ćwierćfinale najwyżej rozstawionej Kristie Boogert. W tym samym roku zadebiutowała w turnieju WTA, podczas FORTIS Championships Luxembourg w Luksemburgu.

### 2002
Sezon rozpoczęła podczas turnieju ITF w Redbridge, kiedy to przegrała w pierwszej rundzie eliminacji. Dwa tygodnie później, zajmując 363. miejsce, zagrała w imprezie w Nowym Delhi. Wygrała cały turniej (drugi w karierze) bez straty seta.
Kolejne triumfy w ITF odniosła w Vaduz i Lenzerheide. W sierpniu, podczas kwalifikacji do US Open, zadebiutowała w Wielkim Szlemie. Po pokonaniu Milagros Sequery 6:7, 6:1, 6:2, przegrała z Anastasiją Rodionową 6:7, 3:6. W następnych występach odpadała w drugich rundach. Sezon zakończyła na 215. miejscu.

### 2003
Rok 2003 zaczęła od II rundy turnieju ITF we francuskim Belfort, ćwierćfinału w Southampton i Redbridge. W Dinan, po przejściu eliminacji, w pierwszej rundzie wygrała z Sofią Arvidsson. W drugim meczu pokonała Ritę Kuti Kis, zaś w 1/4 finału Nathalie Vierin. W półfinale zwyciężyła, z najwyżej rozstawioną zawodniczką, Jewgieniją Kulikowskają. Końcowe zwycięstwo zapewniła sobie po wygranej z Zuzaną Ondráškovą.
Dwa tygodnie później, zadebiutowała w turnieju WTA, w Bol, przegrywając z Anną-Leną Grönefeld 2:6, 1:6. Pierwszy raz zagrała również w turnieju głównym Wielkiego Szlema, podczas French Open, kiedy jako kwalifikantka przegrała ze Stéphanie Foretz 4:6, 5:7. W następnych występach, od lipca do września, wygrała jeden turniej (w Vittel) i doszła do 1/2 finału w Cuneo.
Październik rozpoczęła od przegranej w trzeciej rundzie eliminacji do imprezy kategorii I w Moskwie z Tiną Pisnik w trzech setach. Wcześniej, w drugim meczu, odniosła pierwsze zwycięstwo nad zawodniczką w pierwszej setki rankingu, Klárą Koukalovą. W kolejnym turnieju WTA, w Dubaju, doszła do ćwierćfinału. Pod koniec roku, wygrała w imprezie ITF w Deauville.

### 2004
Sezon 2004 rozpoczęła od porażki w pierwszym meczu Australian Open. W rankingu z 24 stycznia 2004 pierwszy raz awansowała do pierwszej setki, na 98. miejsce. Następnie, jako rozstawiona z "jedynką", doszła do półfinału imprezy ITF w Warszawie. Przegrała z Martą Domachowską 7:5, 6:7, 2:6. W marcu, podczas Pacific Life Open, grając jako "lucky loser", przegrała w pierwszej rundzie. Zarówno w Miami, Casablance, jak i w Estoril odpadała w kwalifikacjach.
Podczas French Open i Wimbledonu, po przejściu eliminacji, przegrała w pierwszej rundzie. W kolejnych występach, w imprezach niższej rangi, nie dochodziła dalej niż do drugiej rundy. W Sopocie, jako kwalifikantka, przegrała w walce o ćwierćfinał z Martą Marrero 2:6, 6:7. Po porażce w trzeciej rundzie eliminacji kwalifikacyjnych, nie zdołała awansować do turnieju głównego US Open. Do końca sezonu, startując zarówno w ITF-ach i turniejach WTA, odpadała głównie w pierwszych rundach.
W deblowych turniejach WTA czterokrotnie doszła do 1/4 finału: w Bogocie (w parze z Ľubomírą Kurhajcovą), Hasselt (w parze z Lidią Prusovą), Filderstadt (z Lilią Osterloh) i Linzu (z Ivetą Benešovą). Z tą ostatnią przegrała w drugiej rundzie US Open. W ITF-ach dwa razy grała w finale. Raz wygrała (w Cagnes-sur-Mer), raz przegrała (w Modenie).

### 2005
Pierwszym turniejem Birnerovej w 2005 była impreza Richard Luton Properties Canberra International, w Canberze, w której przegrała w drugiej rundzie eliminacji. W kwalifikacjach do Australian Open została pokonana w pierwszej rundzie przez Angelę Haynes 1:6, 6:1, 1:6. W I rundzie ITFu w Urtijëi wyeliminowała Tinę Pisnik, żeby w drugiej przegrać z Sybille Bammer. Jako 158 zawodniczka rankingu wystąpiła w Bogocie, gdzie doszła do 1/4 finału. W Acapulco przegrała w decydującej fazie eliminacji.
W Indian Wells pokonaniu Delii Sescioreanu i Julii Schruff w kwalifikacjach i Tamarine Tanasugarn w pierwszej rundzie, przegrała ze Swietłaną Kuzniecową. Blisko trzy miesiące później przeszła eliminacje do French Open. W pierwszej rundzie wygrała z Mariją Kirilenko 2:6, 7:5, 6:3, a w drugiej przegrała z turniejową "dziewiątką" Wierą Zwonariową 6:4, 3:6, 0:6. Mimo porażki w trzeciej rundzie kwalifikacji, zagrała w turnieju głównym Wimbledonu jako "lucky loser". W pierwszej rundzie przegrała z Venus Williams.

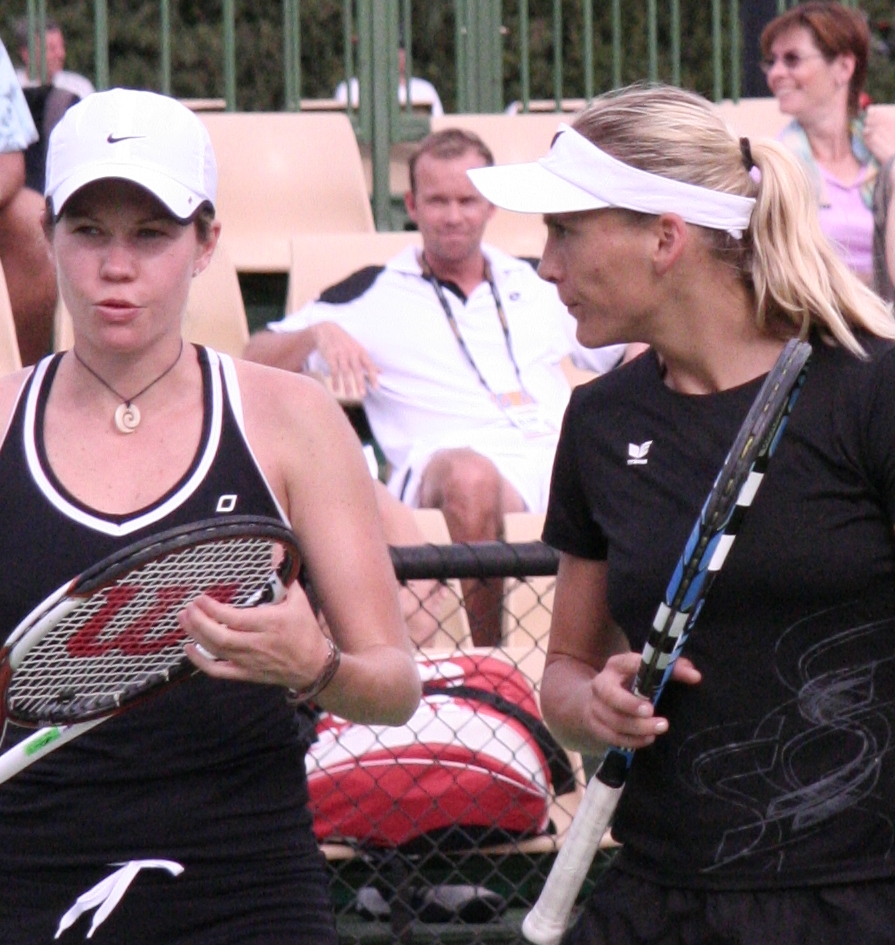
Eva Birnerová (z lewej) i Sybille Bammer (z prawej) podczas Australian Open 2007

Kolejnymi turniejami były imprezy ITF w Fano i Cuneo – w obu z nich dochodziła do ćwierćfinału. Zarówno w Modenie, jak i w Sztokholmie przegrywała w pierwszym meczu. Podczas ostatniego w sezonie turnieju na nawierzchni ziemnej, w Budapeszcie odpadła w drugiej rundzie, po przegranej z Maríą Sánchez Lorenzo. Dzięki 111 pozycji w rankingu, podczas US Open wystąpiła od razu w turnieju głównym. Została pokonana w pierwszej rundzie przez Nadię Pietrową, rozstawioną z numerem dziewiątym. W czterech kolejnych występach w imprezach WTA odpadała w kwalifikacjach. W listopadzie wystąpiła w turniejach niższej rangi w Deauville i Poitiers, dwukrotnie przegrywając w 1/4 finału.

### 2006
W pierwszych występach w 2006, w Sydney i Australian Open, przegrywała w pierwszej rundzie. Kolejno, wygrała ITF w Urtijëi, po pokonaniu Jekatieriny Makarowej, Yvonne Meusburger, Camille Pin, Olgi Błahotowej i Marty Domachowskiej. W Antwerpii przegrała w pierwszej rundzie eliminacji, zaś w Bogocie skreczowała w meczu pierwszej rundy z Marianą Díaz-Olivą.
Podczas imprezy w Indian Wells odpadła w drugiej rundzie kwalifikacji, zaś w ITFie w Orange w 1/4 finału. W kolejnych turniejach, kategorii I i II w Miami, Amelia Island i Charleston, przegrywała w pierwszej rundzie eliminacji. W Cagnes-sur-Mer odniosła zwycięstwo z rozstawioną z "jedynką" Émilie Loit. Podczas Estoril Open została pokonana w pierwszym meczu przez kwalifikantkę, Natalię Gussoni. Zarówno podczas French Open, jak i Wimbledonu przegrywała w drugiej rundzie turnieju głównego.
W Budapeszcie, grając jako kwalifikantka, w pierwszej rundzie pokonała Klárę Zakopalovą 6:1, 3:6, 6:1, w drugiej Kaię Kanepi 6:2, 6:4, by w ćwierćfinale przegrać z Martinę Müller 6:7, 6:4, 1:6. Podobnie było w Sztokholmie, gdzie w walce o 1/2 finału z Sofią Arvidsson skreczowała przy stanie 6:4, 3:6, 0:2.
Pomyślnie przeszła eliminacje do US Open, gdzie później przegrała w drugiej rundzie. Od września do listopada, grając tylko i wyłącznie w turniejach WTA, przegrywała w pierwszej rundzie. W Prerovie i Poitiers, również odpadała po pierwszym meczu. Po raz pierwszy w karierze, zakończyła sezon w pierwszej setce rankingu, na 80. miejscu.
W grze podwójnej, w 2006, odniosła pierwsze zwycięstwo w turniejach WTA. Dokonała tego podczas Nordea Nordic Light Open w Sztokholmie, gdzie grała w parze z Jarmilą Gajdošovą. W finale zwyciężyły z rozstawionymi z "jedynką", Yan Zi i Zheng Jie 0:6, 6:4, 6:2. W parze z Émilie Loit, w Portorožu, doszły także do finału gdzie, z powodu kontuzji Loit, oddały mecz finałowy walkowerem.
Pod koniec lipca, razem ze Stéphanie Foretz, odpadła w półfinale imprezy w Budapeszcie. Podczas US Open, partnerując Anastasiji Jakimawej przegrała w drugiej rundzie z deblem Dinara Safina/Katarina Srebotnik.

### 2007
Rok 2007 rozpoczęła podczas turnieju w Auckland, gdzie została pokonana przez Émilie Loit w pierwszej rundzie. Tydzień później, na pierwszej fazie eliminacji zakończyła swój występ w Hobart, przegrywając z Yvonne Meusburger. W Australian Open pokonała Martinę Suchą i Julię Schruff, by w III rundzie przegrać z turniejową "dwójką" Amélie Mauresmo. Po tym turnieju awansowała na najwyższą pozycję w karierze – nr 59.
W kwalifikacjach do turnieju w Paryżu przegrała w drugiej rundzie, zaś w Antwerpii w pierwszej. Podczas Regions Morgan Keegan Championships w Memphis przegrała w pierwszej rundzie z Jarmilą Groth. W Acapulco odpadła w drugiej rundzie po porażce z Melissą Torres Sandoval.
Od marca do lipca, we wszystkich turniejach w których startowała, zarówno podczas French Open, jak i na Wimbledonie, odpadała w pierwszej rundzie. Podczas imprezy ITF w Cuneo odniosła pierwsze zwycięstwo (wygrała z Jekatieriną Makarową). W Palermo pokonała najwyżej rozstawioną tenisistkę, Michaëllę Krajicek, by w drugiej rundzie przegrać z Sarą Errani.
Na nawierzchni ziemnej w Bad Gastein również odpadła w drugiej rundzie. Podczas Nordea Nordic Light Open rozgrywanego w Sztokholmie. Odpadła w drugiej rundzie eliminacji do New Haven (przegrana z Ágnes Szávay) i pierwszym meczu kwalifikacji do US Open (została pokonana przez Wiktorię Kutuzową). Ostatnim występem w tym roku, była druga runda turnieju ITF w Denain.
W grze podwójnej doszła do dwóch półfinałów: w Acapulco, gdy jej partnerką była Barbora Strýcová i podczas Gastein Ladies w Bad Gastein – w parze z Evą Hrdinovą. W turniejach wielkoszlemowych (Australian Open i French Open) przegrywała w pierwszych rundach.

### 2008–2009
Z powodu kontuzji odniesionej pod koniec 2007 roku, sezon 2008 rozpoczęła dopiero w lipcu podczas turnieju ITF w Zwevegem. Odpadła w drugiej rundzie, po porażce z Sandrą Martinović. W Petange odpadła w drugiej rundzie eliminacji, kreczując w niej z Violette Huck.
W Saint Raphael przegrała w pierwszej rundzie gry pojedynczej, a w deblu, w parze z Lucie Hradecką, zwyciężyła cały turniej. Dzięki "dzikiej karcie" wystartowała w eliminacjach do US Open, gdzie przegrała w pierwszej fazie. Do końca sezonu wystąpiła w trzech ITF-ach, w każdym z nich zostając pokonana w pierwszej rundzie. Sezon 2009 rozpoczęła w turnieju WTA w Strasburgu w grze podwójnej, partnerując Evie Hrdinovej. W pierwszym meczu pokonały parę María Emilia Salerni/Anastasija Jakimawa. W 1/4 finału przegrały z Nathalie Dechy i Marą Santangelo. W kolejnym występie, w Grado, po przejściu eliminacji przegrała w pierwszej rundzie z Cataliną Castaño. W deblu, w parze ze swoją siostrą, Haną, przegrała w półfinale.
Podczas turnieju ITF w Zagrzebiu przegrała w drugiej rundzie z Rossaną De Los Rios. W turnieju głównym, w Petange, wystąpiła jako kwalifikantka. Doszła do 1/2 finału, gdzie została pokonana przez Jekatierinę Byczkową. W Bad Saulzgau, również po przejściu kwalifikacji, przebrnęła do półfinału. Podczas ITF-u w Trnavie przegrała w ćwierćfinale z najwyżej rozstawioną, Sandrą Záhlavovą.
W Katowicach, po wygraniu dwóch meczów eliminacji (była w nich rozstawiona z "jedynką"), przegrała w pierwszej rundzie. W czasie turnieju w Alphen aan den Rijn dotarła do półfinału (po drodze pokonała Katarzynę Piter). Na ćwierćfinale zakończyła też udział w imprezie w Neapolu – została pokonana przez Margalitę Czachnaszwili. W Joue les Tours, jako rozstawiona z "dwójką", przeszła eliminacje, zaś w turnieju głównym przegrała w pierwszej rundzie. Podczas turnieju w Saint Raphael odpadła w ostatniej rundzie kwalifikacji. W Urtijëi również przegrała w trzeciej rundzie eliminacji. W niemieckim Ismaning, po przegranej w III rundzie eliminacji, do turnieju głównego dostała się jako "lucky loser", w którym pokonała Zuzanę Kucovą i została pokonana w drugiej rundzie przez Barborę Záhlavovą-Strýcovą. Tydzień później, w Opolu, doszła do 1/4 finału.

### 2010
Sezon 2010 rozpoczęła turniejem w Plantation na Florydzie, odpadając w pierwszej rundzie. Tydzień później, w Lutz, przegrała w I rundzie z Olgą Puczkową. Na początku lutego, w Belfort, również została pokonana w pierwszym meczu. Podczas turnieju Open GDF Suez, w Paryżu, doszła do drugiej rundzie eliminacji, gdzie przegrała z Karoliną Šprem w dwóch setach. Dwa tygodnie później nie przebrnęła eliminacji do imprezy w Biberach. Na początku marca, w Buchen, doszła do 1/2 finału, gdzie pokonała ją Romina Oprandi, najwyżej rozstawiona. W kolejnych występach – w Moskwie i Sankt Petersburgu – przegrywała w pierwszej rundzie.
Podczas pierwszego turnieju na kortach ziemnych w sezonie, w Civitavecchia odpadła w drugiej rundzie, po przegranej z Zuzaną Ondráškovą. Tydzień później, podczas ITF-u w Kairze przegrała w pierwszej rundzie. W Bari odpadła w ćwierćfinale, znów przegrywając z Ondráškovą. Pod koniec kwietnia zagrała w eliminacjach do Porsche Tennis Grand Prix w Stuttgarcie. Przegrała w drugiej rundzie. Do ćwierćfinału doszła w Dżuniji, gdzie przegrała z Nathalie Piquion, późniejszą finalistką. Na przełomie maja i czerwca odpadała w 1/4 finału w turniejach w Czechach – w Brnie i Zlinie – dwukrotnie zostając pokonana przez Ondráškovą.
Podczas eliminacji do turnieju głównego Wimbledonu, doszła do drugiej rundy, gdzie przegrała z Mirjaną Lučić. W kolejnych dwóch turniejach – w Cuneo i w Biarritz – odpadała w trzeciej, ostatniej rundzie eliminacji. W lipcu, w Zwevegem przegrała w drugiej rundzie z Iriną Chromaczową. Tydzień później, w Petange została pokonana w 1/4 finału z rozstawioną z "trójką", Monicą Niculescu. W Hechingen, po przejściu kwalifikacji, doszła do ćwierćfinału, w którym skreczowała w meczu przeciwko Magdzie Linette, późniejszej zwyciężczyni turnieju. W Trnavie odpadła w półfinale. W eliminacjach do US Open odpadła w pierwszej rundzie, po przegranej z Ajlą Tomljanović.'
Tydzień później, w Katowicach, grając jako rozstawiona z numerem drugim, doszła do finału, w którym przegrała z Magdą Linette. We włoskim Mestre odpadła w półfinale, po przegranej z Lucie Hradecką, turniejową "trójką". Następnie, podczas imprezy w Shrewsbury, z pulą nagród 75 tysięcy dolarów amerykańskich, odniosła ósme zwycięstwo turniejowe w karierze. W finale wygrała z Anne Kremer.
Na początku października, w Dżuniji, przegrała w pierwszej rundzie z rozstawioną z "ósemką", Laurą Pous Tio. Podczas turniejów w Joué-lès-Tours i w Saint-Raphaël odpadła w pierwszej rundzie. W Ismaning, będąc rozstawiona z numerem ósmym, doszła do drugiej rundy, w której została pokonana przez Urszulę Radwańską, późniejszą zwyciężczynię turnieju.

### 2011
Pierwszym turniejem Birnerovej w 2011 był ASB Classic w Auckland, w którym odpadła w eliminacjach. W kwalifikacjach do wielkoszlemowego Australian Open doszła do 2. rundy, gdzie przegrała z Iriną-Camelią Begu. Podczas zawodów w Cali, po pokonaniu Florencii Molinero i najwyżej rozstawionej Arantxy Parry Santonji, odpadła w 1/4 finału.
W pierwszej rundzie Copa Colsanitas Santander w Bogocie pokonała kwalifikantkę, Biancę Botto. W drugim meczu przegrała z późniejszą zwyciężczynią, Lourdes Domínguez Lino. Następnie, odpadła w eliminacjach do turniejów w Acapulco, Monterrey i w Indian Wells. Po przejściu eliminacji do Family Circle Cup w Charleston doszła do 2. rundy, gdzie przegrała z Julią Görges, kreczując przy stanie 6:1, 5:7, 0:2. Birnerova nie wykorzystała pięciu piłek meczowych w drugim secie. Tydzień później, w Johannesburgu, odpadła w 1. rundzie, przegrywając z Waleriją Sawinych, późniejszą zwyciężczynią.
Mecz drugiej rundy turnieju w Chiasso z Sachą Jones oddała walkowerem. W Cagnes-sur-Mer odpadła w 1. rundzie. W drugiej fazie imprezy w Pradze przegrała z Petrą Cetkovską, która później wygrała cały turniej. Tydzień później odpadła w eliminacjach do French Open. W kwalifikacjach do Wimbledonu, grając jako rozstawiona z "dziewiątką", przegrała w II rundzie. Następnie odpadła w 2. rundzie zawodów w Cuneo.
Podczas Poli-Farbe Budapest Grand Prix w Budapeszcie, po pokonaniu Lucie Hradeckiej w 1. rundzie, w drugiej została pokonana przez Estrellę Cabezę Candelę. W Bad Gastein odpadła w eliminacjach gry pojedynczej. W deblu, w parze z Hradecką, odniosła drugie zwycięstwo turniejowe w karierze. W finale wygrały z Jarmilą Gajdošovą i Julią Görges.
W następnym tygodniu Birnerová wystąpiła w turnieju ITF w Pétange, rozgrywanym na kortach twardych. Doszła do 1/4 finału. Po miesięcznej przerwie wróciła do gry podczas eliminacji do US Open, gdzie odpadła w 2. rundzie. We wrześniu dotarła po raz pierwszy do finału imprezy rangi WTA Tour (w Taszkencie), gdzie przegrała z Ksieniją Pierwak 3:6, 1:6. Jej półfinałowa rywalka – obrończyni tytułu, Ałła Kudriawcewa – skreczowała przy stanie 3:6, 5:3 z powodu kontuzji lewego uda. Tydzień później, w Seulu nie sprostała Carli Suárez Navarro. W rywalizacji deblistek (w parze z Daniilidu) przegrała w 1/4 finału z parą Natalie Grandin – Vladimíra Uhlířová. Odpadła w eliminacjach gry pojedynczej moskiewskiego Kremlin Cup. W deblu wraz z Zakopalovą przegrały w 1. rundzie z Grandin i Uhlirovą. W imprezie rangi ITF w Barnstaple odpadła w 1. rundzie singla, a w parze z Anne Keothavong wygrały turniej gry podwójnej.

### 2012
Sezon 2012 Birnerová rozpoczęła turniejem w Auckland, gdzie przegrała w 1. rundzie eliminacji z Sofią Arvidsson. W tej samej fazie odpadła również w Hobart, po przegranej z Martą Domachowską. Podczas Australian Open została pokonana w pierwszej rundzie przez rozstawioną z numerem 26., Anabel Mediną Garrigues. W grze podwójnej, w parze z Albertą Brianti, odpadły w drugiej rundzie.
Na początku lutego odpadła w 2. rundzie turnieju ITF w Cali. Tydzień później, wystąpiła w turnieju Copa BBVA-Colsanitas w Bogocie. W pierwszym meczu gry pojedynczej wygrała z kwalifikantką, Inés Ferrer Suárez, zaś w drugiej rundzie przegrała z Larą Arruabarreną. Partnerując Aleksandrze Panowej wygrała turniej gry podwójnej, pokonując w finale Mandy Minellę i Stefanie Vögele 6:2, 6:2. W następnych turniejach, w Monterrey i w Acapulco odpadała odpowiednio w drugiej i w pierwszej rundzie.
Odpadła w eliminacjach do BNP Paribas Open w Indian Wells. Tydzień później, w pierwszej rundzie turnieju ITF w Nassau, przegrała z Marią Sanchez. W drugiej z imprez rangi Premier Mandatory, w Miami, udało jej się przejść kwalifikacje, ale w pierwszym meczu turnieju głównego została pokonana przez Michaëllę Krajicek. W turnieju deblowym, startując w parze z Klaudią Jans-Ignacik, wygrały z rozstawionymi z "czwórką", Andreą Hlaváčkovą i Lucie Hradecką, a następnie przegrały z parą Makarowa-Zheng.
Po dwóch porażkach w eliminacjach turniejów WTA, wystąpiła w Budapest Grand Prix 2012 w Budapeszcie. W singlu odpadła w kwalifikacjach, jednak w parze z Krajicek, doszły do finału, gdzie przegrały z Janette Husárovą i Magdalénie Rybárikovą. W Pradze dotarła do ćwierćfinału, gdzie nie sprostała Alizé Cornet. Następnie, wystartowała w kwalifikacjach do French Open 2012. Jako rozstawiona z numerem 6., pokonała Jekatierinę Iwanową, Yurikę Semę, Sandrę Zaniewską i tym samym awansowała do drabinki głównej. Tam, w pierwszej rundzie, po blisko 3-godzinnym pojedynku, przegrała z Maríą José Martínez Sánchez.
W czerwcowych turniejach, w tym kwalifikacjach Wimbledonu, przegrała wszystkie mecze. Podczas turnieju w Bielli, podobnie jak w Bukareszcie, doszła do drugiej rundzie. W Biarritz, grając jako rozstawiona z numerem siódmym, doszła do 1/4 finału, gdzie przegrała z Pauline Parmentier. Sierpień to trzy porażki w grze pojedynczej oraz 2. runda US Open 2012 (w parze z Oprandi) i finał Baku Cup (wraz z Brianti) w grze podwójnej. Następnie doszła do półfinału Tashkent Open. W trakcie sezonu gry w turniejach halowych, nie przebrnęła kwalifikacji w Linzu i Luksemburgu, przegrała z Anniką Beck w finale w Ismaning i odpadła w ćwierćfinale w Barnstaple.

### 2013
Pierwszym występem Birnerovej w sezonie 2013 był udział w kwalifikacjach w Brisbane, gdzie odpadła po przegranej z Akgul Amanmuradovą. Na pierwszej rundzie skończyła grę w turnieju debla. Również po jednym meczu odpadła w kwalifikacjach do wielkoszlemowego Australian Open, podobnie w deblu, grając w parze z Rominą Oprandi.
Na początku lutego wystąpiła w turnieju rangi WTA Challenger Tour w Cali, gdzie osiągnęła pierwszą rundę singla i półfinał debla. W następnym tygodniu zagrała w Bogocie, gdzie w grze podwójnej, występując razem z Panową, osiągnęła finał, w którym przegrały z parą Tímea Babos–Mandy Minella. W kolejnych turniejach, w tym w Indian Wells i w Miami odpadała w 1. rundzie.
W Monterrey, oprócz pierwszej rundy gry pojedynczej, osiągnęła także finał gry podwójnej. Wspólnie z Tamarine Tanasugarn przegrały tam z Tímeą Babos i Kimiko Date-Krumm. Passę 9 porażek z rzędu przerwała w eliminacjach Porsche Tennis GP, pokonując Julję Gluszko. Kolejnej wygranej nie odniosła do kwalifikacji French Open, gdzie po wygranych nad Anne Keothavong i Sharon Fichman przegrała w decydującej rundzie z Grace Min.
Na Wimbledonie wygrała trzy mecze kwalifikacyjne. W pierwszym meczu turnieju głównego wygrała z rozstawioną z numerem 26., Varvarą Lepchenko. W drugim meczu wygrała z Łesią Curenko, a w trzecim przegrała z Monicą Puig. Mecz z Puig został przerwany z powodu ciemności przy stanie 6:4, 2:1 dla Birnerovej. W grze podwójnej, w parze ze Stefanie Vögele, odpadły w 1. rundzie, po przegranej z Lepchenko i Zheng Saisai.

### Puchar Federacji
Birnerová reprezentowała Czechy w rozgrywkach o Puchar Federacji dwukrotnie. Pierwszy raz zagrała, w 2002, podczas spotkania Grupy Światowej przeciwko Chorwacji (przegranym 2:3). Partnerowała wówczas Ivecie Benešovej, w meczu z parą Jelena Kostanić/Iva Majoli. Mecz wygrały Chorwatki 6:1, 6:2. Po raz drugi w reprezentacji wystąpiła rok później, w pojedynku ze Stanami Zjednoczonymi, kiedy to jej partnerką była Dája Bedáňová, zaś rywalkami Serena Williams w parze z siostrą Venus Williams. Amerykanki wygrały zarówno ten mecz 6:0, 6:1, jak i całe spotkanie 5:0.

## Życie prywatne
Eva Birnerová zaczęła grać w tenisa w wieku 4 lat, pod okiem jej ojca, Stanislava – byłego tenisisty. Ma jedną siostrę – Hanę, również grającą w tenisa. Preferuje grę na kortach trawiastych. Mieszka obecnie w Pilźnie. Lubi słuchać muzyki i czytać książki. Jej ulubionym wykonawcą jest Robbie Williams. Jej ulubiona książka to: Love Is Just A Word.

## Statystyki
| Legenda                     | Legenda |
| --------------------------- | ------- |
| Wielki Szlem                |         |
| Igrzyska olimpijskie        |         |
| WTA Tour Championships      |         |
| 1988 – 2008                 |         |
| Kategoria I                 |         |
| Kategoria II                |         |
| Kategoria III               |         |
| Kategoria IV                |         |
| Kategoria V                 |         |
| 2009 – 2020                 |         |
| WTA Premier Mandatory       |         |
| WTA Premier 5               |         |
| WTA Premier                 |         |
| WTA International Series    |         |
| WTA 125K series (2012–2020) |         |

### Gra pojedyncza
| Końcowy wynik | Nr | Data             | Turniej  | Nawierzchnia | Przeciwniczka    | Wynik finału |
| ------------- | -- | ---------------- | -------- | ------------ | ---------------- | ------------ |
| Finalistka    | 1. | 17 września 2011 | Taszkent | Twarda       | Ksienija Pierwak | 3:6, 1:6     |

### Gra podwójna
| Końcowy wynik | Nr | Data             | Turniej     | Nawierzchnia | Partnerka           | Przeciwniczki                         | Wynik finału    |
| ------------- | -- | ---------------- | ----------- | ------------ | ------------------- | ------------------------------------- | --------------- |
| Finalistka    | 1. | 13 sierpnia 2005 | Sztokholm   | Twarda       | Mara Santangelo     | Émilie Loit Katarina Srebotnik        | 4:6, 3:6        |
| Zwyciężczyni  | 1. | 12 sierpnia 2006 | Sztokholm   | Twarda       | Jarmila Gajdošová   | Yan Zi Zheng Jie                      | 0:6, 6:4, 6:2   |
| Finalistka    | 2. | 23 września 2006 | Portorož    | Twarda       | Émilie Loit         | Lucie Hradecká Renata Voráčová        | walkower        |
| Zwyciężczyni  | 2. | 17 lipca 2011    | Bad Gastein | Ceglana      | Lucie Hradecká      | Jarmila Gajdošová Julia Görges        | 4:6, 6:2, 12–10 |
| Zwyciężczyni  | 3. | 18 lutego 2012   | Bogota      | Ceglana      | Aleksandra Panowa   | Mandy Minella Stefanie Vögele         | 6:2, 6:2        |
| Finalistka    | 3. | 5 maja 2012      | Budapeszt   | Ceglana      | Michaëlla Krajicek  | Janette Husárová Magdaléna Rybáriková | 4:6, 2:6        |
| Finalistka    | 4. | 28 lipca 2012    | Baku        | Twarda       | Alberta Brianti     | Iryna Buriaczok Walerija Sołowjowa    | 3:6, 2:6        |
| Finalistka    | 5. | 23 lutego 2013   | Bogota      | Ceglana      | Aleksandra Panowa   | Tímea Babos Mandy Minella             | 4:6, 3:6        |
| Finalistka    | 6. | 7 kwietnia 2013  | Monterrey   | Twarda       | Tamarine Tanasugarn | Tímea Babos Kimiko Date-Krumm         | 1:6, 4:6        |

### Osiągnięcia w Wielkim Szlemie w grze pojedynczej
| Turniej         | 2014 | 2013 | 2012 | 2011 | 2010 | 2009 | 2008 | 2007 | 2006 | 2005 | 2004 | 2003 | 2002 | 2001 | 2000 | 1999 |
| --------------- | ---- | ---- | ---- | ---- | ---- | ---- | ---- | ---- | ---- | ---- | ---- | ---- | ---- | ---- | ---- | ---- |
| Australian Open | 1Q   | 1Q   | 1R   | 2Q   | –    | –    | –    | 3R   | 1R   | 1R   | 1R   | –    | SF   | –    | –    | –    |
| French Open     | 1Q   | 3Q   | 1R   | 1Q   | –    | –    | –    | 1R   | 1R   | 2R   | 1R   | 1R   | 3R   | 1R   | 2R   | –    |
| Wimbledon       | 1Q   | 3R   | 1Q   | 2Q   | 2Q   | –    | –    | 1R   | 2R   | 1R   | 1R   | 3Q   | 3R   | 3R   | 1R   | –    |
| US Open         | –    | 1Q   | 1Q   | 1Q   | 1Q   | –    | 1Q   | 1Q   | 2R   | 1R   | 3Q   | 2Q   | 2Q   | 3R   | 1R   | 2R   |

### Osiągnięcia w Wielkim Szlemie w grze podwójnej
| Turniej         | 2013 | 2012 | 2011 | 2007 | 2006 | 2005 | 2004 |
| --------------- | ---- | ---- | ---- | ---- | ---- | ---- | ---- |
| Australian Open | 1RRO | 2RAB | –    | 1RSB | 1RMS | 3RAV | –    |
| French Open     | 1RSV | 1RPC | –    | 1RSM | 1RJB | 3RAV | –    |
| Wimbledon       | 1RSV | 1RPC | –    | –    | 2RJB | 2RAV | 2RLB |
| US Open         | 1RSV | 2RRO | 1RKZ | –    | 2RAJ | 2RAV | 2RIV |

Partnerka
| LB | Ljubomira Baczewa   |
| SB | Sybille Bammer      |
| JB | Julija Bejhelzimer  |
| IB | Iveta Benešová      |
| AB | Alberta Brianti     |
| PC | Petra Cetkovská     |
| AV | Andreea Ehritt-Vanc |
| AJ | Anastasija Jakimawa |
| SM | Sania Mirza         |
| RO | Romina Oprandi      |
| MS | Mara Santangelo     |
| SV | Stefanie Vögele     |
| KZ | Klára Zakopalová    |

### Osiągnięcia w Wielkim Szlemie w grze mieszanej
| Turniej         | 2006 |
| --------------- | ---- |
| Australian Open | –    |
| French Open     | –    |
| Wimbledon       | 2R   |
| US Open         | –    |

Legenda
     jasnobrązowy: 3R, 2R, 1R, odpadła w turnieju seniorskim w III, II, I rundzie
     zielony: 3Q, 2Q, 1Q, odpadła w turnieju seniorskim w trzeciej, drugiej, pierwszej rundzie kwalifikacji
     biały: –, nie startowała
     różowy: SF, 3R, 2R, 1R, odpadła w turnieju juniorskim w półfinale, III, II rundzie, I rundzie (lata 1999-2002)

## Wygrane turnieje rangi ITF
| turnieje z pulą nagród 100 000 $ |
| turnieje z pulą nagród 75 000 $  |
| turnieje z pulą nagród 50 000 $  |
| turnieje z pulą nagród 25 000 $  |
| turnieje z pulą nagród 15 000 $  |
| turnieje z pulą nagród 10 000 $  |

### Gra pojedyncza
|    | Data       | Turniej     | ($)    | Naw.     | Finalistka         | Wynik            |
| 1. | 23/09/2001 | Glasgow     | 25 000 | twarda   | Sophie Erre        | 3:6, 7:5, 6:4    |
| 2. | 03/03/2002 | Nowe Delhi  | 25 000 | twarda   | Peng Shuai         | 6:4, 7:5         |
| 3. | 23/06/2002 | Lenzerheide | 25 000 | ceglana  | Chanelle Scheepers | 7:5, 6:4         |
| 4. | 13/04/2003 | Dinan       | 50 000 | ceglana  | Zuzana Ondrášková  | 1:6, 6:2, 6:3    |
| 5. | 13/07/2003 | Vittel      | 50 000 | ceglana  | Tacciana Puczak    | 6:4, 6:4         |
| 6. | 23/11/2003 | Deauville   | 25 000 | ceglana  | Camille Pin        | 6:4, 6:3         |
| 7. | 05/02/2006 | Urtijëi     | 75 000 | dywanowa | Marta Domachowska  | 4:6, 7:5, 6:2    |
| 8. | 25/09/2010 | Shrewsbury  | 75 000 | twarda   | Anne Kremer        | 7:6(1), 3:6, 6:0 |